# Chêne de Bridel
Pour les articles homonymes, voir Bridel (homonymie).

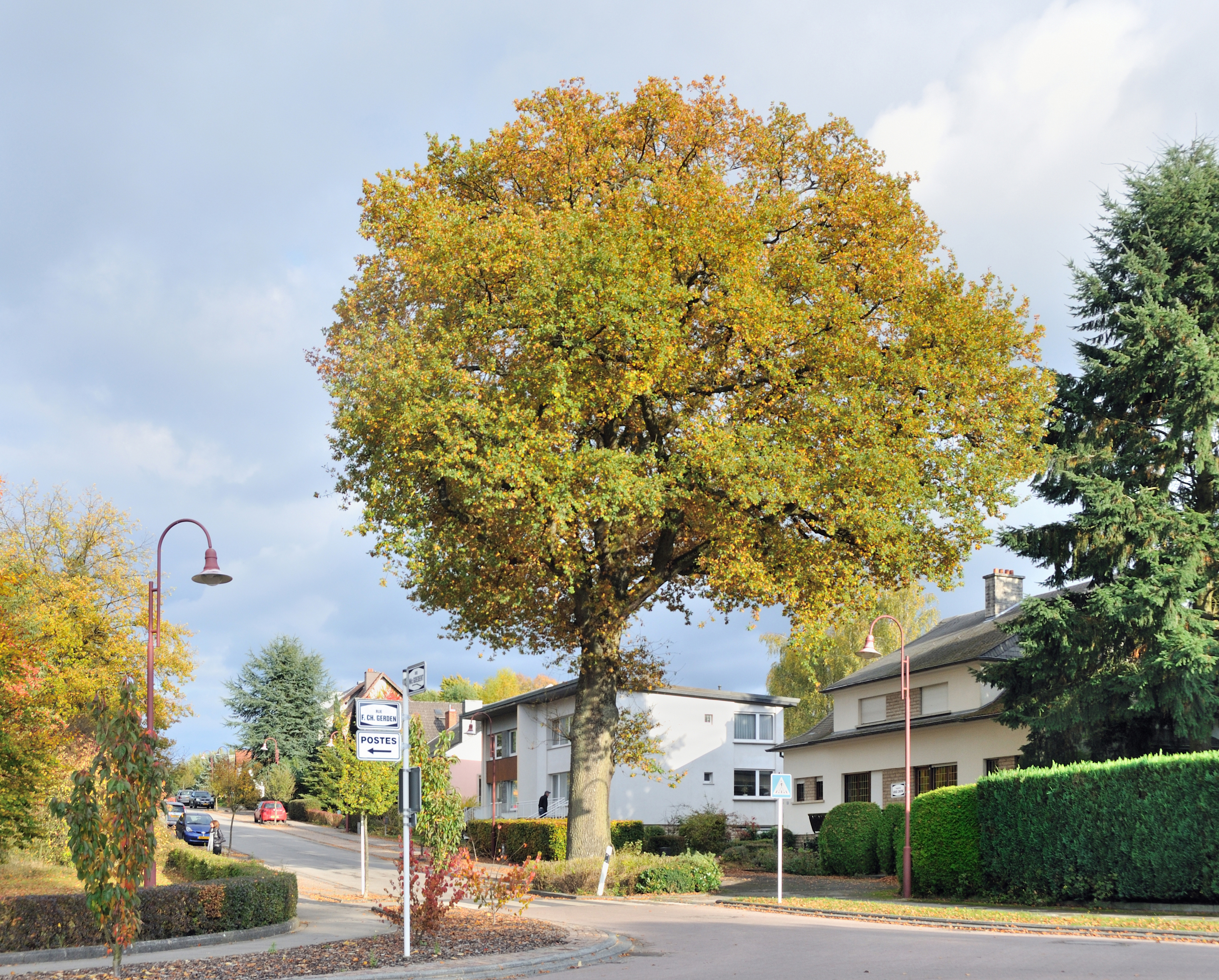
Le chêne remarquable du Bridel en automne 2008.

Le chêne remarquable de Bridel est un chêne rouvre (Quercus petraea) situé à Bridel au n° 29 de la rue Nic-Goedert, aux abords de la place à laquelle il a donné son nom (place du gros chêne). 
Ce chêne, dont l'âge exact n'est pas documenté, a été classé parmi les arbres remarquables du Luxembourg (listes de 1981 et 2002).

## Description
Le pied du chêne est situé environ 1 m plus bas que la chaussée. 
La circonférence du tronc, mesurée à 1,30 m du sol, a augmenté de la façon suivante au cours du temps : 
1980 : 3,51 m ;
vers 2000 : 4,01 m ; taille : 24 m.

### Sources
- Sinner, J. et coll., 2002. Les arbres remarquables. Administration des eaux et forêts. Musée national d’histoire naturelle. 255 pages. Imprimerie centrale, Luxembourg.  (ISBN 2-919877-05-4) (Voir la liste des arbres remarquables page 237; pas de description ni de photo de ce chêne dans l'ouvrage).
- Administration des eaux et forêts, 1981. Arbres remarquables du Grand-Duché de Luxembourg. Imprimerie Saint-Paul, Luxembourg, 167 pages. (Voir la liste p. 47; pas de description ni de photo de ce chêne dans cet ouvrage).